# Шмидт, Артур (генерал)
Артур Шмидт (нем. Arthur Schmidt; 25 октября 1895 — 5 ноября 1987) — немецкий генерал вермахта во Второй мировой войне, начальник штаба 6-й армии во время Сталинградской битвы в 1942—1943 годах. В течение 12 лет был военнопленным в СССР, освобождён после визита канцлера ФРГ Конрада Аденауэра в Москву в 1955 году.

## Биография
Родился 25 октября 1895 года в Гамбурге в купеческой семье.
Добровольцем вступил в германскую армию 10 августа 1914 года. 8 мая 1915 получил звание лейтенанта.
Занимал различные должности в вермахте, в том числе: начальник оперативного управления 5-й (25.08.39-12.10.39) и 18-й армий (05.11.39-01.10.40). 25 октября 1940 года полковник Артур Шмидт назначен на должность начальника штаба 5-го армейского корпуса, где он проработал до 25 марта 1942 года, когда он был переведён в резерв фюрера при Верховном командовании сухопутных войск 26 января 1942 года награждён Немецким крестом в золоте.
15 мая 1942 года Артур Шмидт назначен начальником штаба 6-й армии (генерал Ф. Паулюс), сменив полковника Ф. Гейма после контрнаступления против войск маршала Тимошенко во время второй битвы за Харьков. Британский историк Энтони Бивор характеризует Шмидта следующим образом:

[Он был] худым штабным офицером с заострившимися чертами лица и хорошо подвешенным языком, родом из гамбургской купеческой семьи. Шмидт, будучи уверенным в своих качествах, долго просиживал штаны в штабе 6-й армии, прежде чем нашёл своих сторонников. Паулюс сильно полагался на его мнение, и поэтому он играл большую, можно сказать, чрезмерную роль в определении хода событий далее в этом году.
Оригинальный текст (англ.)
[He was] a slim, sharp-featured and sharp-tongued staff officer from a Hamburg mercantile family. Schmidt, confident of his own abilities, put up many backs within Sixth Army headquarters, although he also had his supporters. Paulus relied greatly on his judgement, and as a result he played a large, some say an excessive, role in determining the course of events later that year.

Артур Шмидт сильно недооценил противостоящие силы советских войск после начальных успехов 6-й армии под Сталинградом, причём эту свою ошибку, в отличие от Паулюса, он так и не признал впоследствии. Из-за постоянных ложных сообщений об опасности, поступавших от румынских войск, Шмидта не оповестили, когда пришло радиосообщение о начале советской операции «Уран». Его разбудили лишь 20 минут спустя, когда уже было очевидно, что в этот раз это не дезинформация.
21 ноября штаб 6-й армии был эвакуирован из станицы Голубинской в Нижне-Чирскую. 22 ноября на запрос А. Шмидта о подкреплениях с воздуха, командующий 8-го авиационного корпуса генерал Мартин Фибиг ответил, что «у люфтваффе недостаточно самолётов.» Позже в этот же день состоялось совещание с участием генералов Паулюса, Гота и Пикерта, на котором больше всех выступал Артур Шмидт. При этом Паулюс заговорил сам лишь однажды, подтвердив, что согласен со своим начальником штаба.
Шмидт настаивал на прорыве из окружения на юг, однако как он сам позднее отмечал:

Рано утром 24 ноября, когда Паулюс и я принимали необходимые меры для прорыва на юг, от руководства группы армий было получено «решение фюрера» […] В нём говорилось, что 6-я армия должна остаться в Сталинграде и дожидаться помощи. Мы были удивлены этим решением, так как ожидали какой-то дискуссии с руководством группы армий и были достаточно уверены в необходимости прорыва из окружения.
Оригинальный текст (англ.)Early on the 24th November, while Paulus and I were preparing the necessary measures for a breakout to the south, we received a 'Führer decision' from Army Group [...] It said that the Sixth Army was to stay in Stalingrad and wait to be relieved. We reacted to this order with astonishment, since we had expected some sort of discussion with the Army Group, and were fairly certain of the breakout.
Позднее, 19 декабря 1942 года, когда Манштейн предложил Паулюсу и Шмидту свой план по выводу из окружения 6-й армии, Шмидт, по воспоминаниям Манштейна, настаивал, что это не требуется и неминуемо приведёт к катастрофе. Паулюс также отказался от каких-либо действий без прямого приказа сверху.

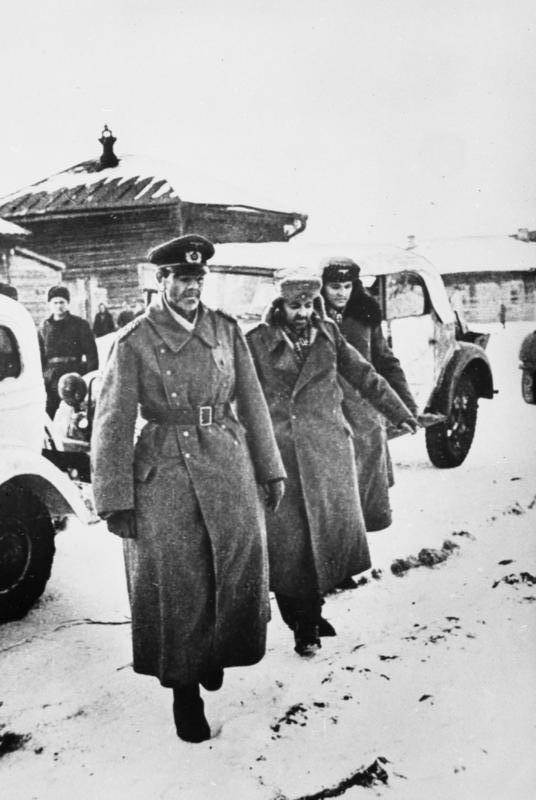
Пленённые командующий 6-й армией генерал-фельдмаршал Фридрих Паулюс (слева), его начальник штаба генерал-лейтенант Артур Шмидт (в центре) и адъютант Вильгельм Адам (справа) возле штаба 64-й армии в Бекетовке, 31 января 1943 года

По оценке историков Бивора и Митчема, Паулюс практически самоустранился от принятия решений и отдал всю инициативу своему начальнику штаба Шмидту. В частности, именно Шмидт решил не принимать советских парламентёров 8 и 9 января 1943 года, которые высылались советской стороной, чтобы передать Паулюсу ультиматум. А когда утром 9 января в сталинградский котёл вылетел генерал Хубе с посланием от Гитлера, в нём отмечалось, что «это укрепит непримиримую позицию генерала Шмидта в штабе 6-й армии.»
Предположительно такое перераспределение ролей между Паулюсом и Шмидтом произошло из-за того, что Шмидт был убеждённым нацистом, в отличие от Паулюса, а Паулюс боялся Гитлера (и Шмидта в его лице), так как считал себя ответственным за катастрофическое положение 6-й армии. 6 января 1943 года, когда Паулюс сообщал генералу Курту о том, что «армия умирает от голода и замерзает, нет боеприпасов и танкам не на чём больше ездить», Гитлер наградил Артура Шмидта Рыцарским крестом Железного креста, а 17 января — повысил его до генерал-лейтенанта.
Историк Энтони Бивор со ссылкой на советские источники отмечает, что 31 января, когда командующего 6-й армией генерал-фельдмаршала Паулюса и начальника штаба генерал-лейтенанта Артура Шмидта допрашивали в штабе Донского фронта в Бекетовке, Шмидт позволял себе фамильярности и отдельные фразы, которые подчёркивали его пренебрежение к Паулюсу.
Находясь в советском плену, Артур Шмидт, в отличие от Паулюса, отказался сотрудничать, несмотря на все попытки НКВД наладить с ним контакт. Он был специально переведён в лагерь № 48 в селе Чернцы (пленные его называли Войково) подальше от Паулюса, чтобы оградить последнего от его негативного влияния. После этого он содержался в лубянской тюрьме вплоть до 1955 года, когда вместе с другими высокопоставленными немецкими военнопленными офицерами был освобождён после визита президента ФРГ Конрада Аденауэра в Москву.
По оценке Манштейна, то катастрофическое упрямство, которое Шмидт проявил в Сталинграде, «позже в плену дало ему большое преимущество. Говорили, что он высоко оценивал себя как солдата и товарища, приговорив при этом самого себя к двадцати пяти годам принудительного труда.»
Умер 5 ноября 1987 года в Карлсруэ.

## Награды
- Рыцарский крест Железного креста (6 января 1943)
- Немецкий крест в золоте (26 января 1942)